# Distretto di Sennan
Il distretto di Sennan (泉南郡, Sennan-gun?) è uno dei distretti della prefettura di Ōsaka, in Giappone.
Attualmente fanno parte del distretto i comuni di Kumatori, Misaki e Tajiri.
| Controllo di autorità | VIAF (EN) 259057410 · NDL (EN, JA) 00527702 |